# محمد یوسف‌وند
محمد یوسف‌وند  (زاده ‎۱۱ اسفند ۱۳۷۴) بازیکن بسکتبال ۳ نفره اهل ایران است. از افتخارات وی میتوان به کسب مدال برنز در بازی‌های آسیایی ۲۰۱۸ اشاره کرد. 